# Kukačka
Kukačka är ett berg i Tjeckien.   Det ligger i regionen Liberec, i den norra delen av landet, 110 km nordost om huvudstaden Prag. Toppen på Kukačka är 470 meter över havet, eller 102 meter över den omgivande terrängen. Bredden vid basen är 2,9 km.
Terrängen runt Kukačka är platt norrut, men söderut är den kuperad. Terrängen runt Kukačka sluttar norrut.Runt Kukačka är det ganska tätbefolkat, med 72 invånare per kvadratkilometer. Närmaste större samhälle är Nové Město pod Smrkem, 6,1 km sydväst om Kukačka. Omgivningarna runt Kukačka är en mosaik av jordbruksmark och naturlig växtlighet.